# حجل الخيزران
حجل الخيزران (الاسم العلمي: Bambusicola)، جنس طيور من فصيلة التدرجية. أنواعه ثلاثة:
- حجل الخيزران الجبلي (باللاتينية: Bambusicola fytchii)، أعطانه في بنغلاديش والصين والهند ولاوس وميانمار وتايلاند وفيتنام
- حجل الخيزران الصيني (باللاتينية: Bambusicola thoracicus)، أعطانه في الصين، وأُدخل إلى اليابان والولايات المتحدة
- حجل الخيزران التايواني (باللاتينية: Bambusicola sonorivox)، أعطانه في تايوان.